# Countrywide Classic 1997 - Qualificazioni doppio
Le qualificazioni del doppio  del Countrywide Classic 1997 sono state un torneo di tennis preliminare per accedere alla fase finale della manifestazione. I vincitori dell'ultimo turno sono entrati di diritto nel tabellone principale. In caso di ritiro di uno o più giocatori aventi diritto a questi sono subentrati i lucky loser, ossia i giocatori che hanno perso nell'ultimo turno ma che avevano una classifica più alta rispetto agli altri partecipanti che avevano comunque perso nel turno finale.
Le qualificazioni del doppio del torneo Countrywide Classic 1997 prevedevano 4 coppie partecipanti di cui una è entrata nel tabellone principale.

## Teste di serie
1. Guillaume Raoux /  Stéphane Simian (Qualificati)

1. Devin Bowen /  Marcus Hilpert (primo turno)

## Qualificati
1. Guillaume Raoux  /   Stéphane Simian

## Tabellone

### Legenda
| - Q = Qualificato - WC = Wild card - LL = Lucky loser | - ALT = Alternate - SE = Special Exempt - PR = Protected Ranking | - w/o = Walkover - r = Ritirato - d = Squalificato |

|  | Primo turno | Primo turno                     | Primo turno                     | Primo turno | Primo turno |  |  | Ultimo turno | Ultimo turno                    | Ultimo turno | Ultimo turno | Ultimo turno |  |
|  |             |                                 |                                 |             |             |  |  |              |                                 |              |              |              |  |
|  | 1           | Guillaume Raoux Stéphane Simian | Guillaume Raoux Stéphane Simian | 6           | 6           |  |  |              |                                 |              |              |              |  |
|  |             | Pieter Aldrich Danie Visser     | Pieter Aldrich Danie Visser     | 3           | 3           |  |  | 1            | Guillaume Raoux Stéphane Simian | 6            | 4            | 6            |  |
|  |             | Brian Eagle Glenn Weiner        | Brian Eagle Glenn Weiner        | 6           | 7           |  |  |              | Brian Eagle Glenn Weiner        | 2            | 6            | 3            |  |
|  | 2           | Devin Bowen Marcus Hilpert      | Devin Bowen Marcus Hilpert      | 4           | 6           |  |  |              |                                 |              |              |              |  |